# Навля (смт)
На́вля (рос. Навля) — селище міського типу, центр Навлінського району Брянської області, Росія.
Населення селища складало 13 984 осіб (2006), у 2002 році — 14 014 осіб.

## Географія
Селище розташоване на річці Навля, лівій притоці річки Десна. Навколо простягаються дубово-соснові ліси.

## Історія
Навля заснована 1904 року, у зв'язку з будівництвом залізниці. З 1938 року надано статус селища міського типу. Під час Другої світової війни, з листопада 1941 по серпень 1943 року, Кокорєвка входила до складу Локотського самоврядування (Локотській округ, Локотська волость). На той час в районі селища також був центр диверсійного партизанського руху.

## Економіка
В селищі працюють шпалоробний (збудований 1914 року), авторемонтний, автоагрегатний (виробництво карданів), маслоробний, машинобудівний (виробництво машин для прокладання ліній зв'язку) та деревообробний заводи, овочесушильня, харчовий комбінат, підприємство з виробництва асфальтобетону.

## Видатні місця
- Музей партизанської слави

## Особистості
У селищі народились:
- Алексєєв Анатолій Якович — український філолог.
- Громико Василь Вікторович (1932—2017) — радянський борець класичного стилю та тренер, заслужений тренер СРСР.
- Коптєв Олександр Вікторович (1955 р.н.) — російський вчений-історик.
- Стьопін Вячеслав Семенович (1934 р.н.) — радянський та російський філософ і організатор науки.